# Villa Battista

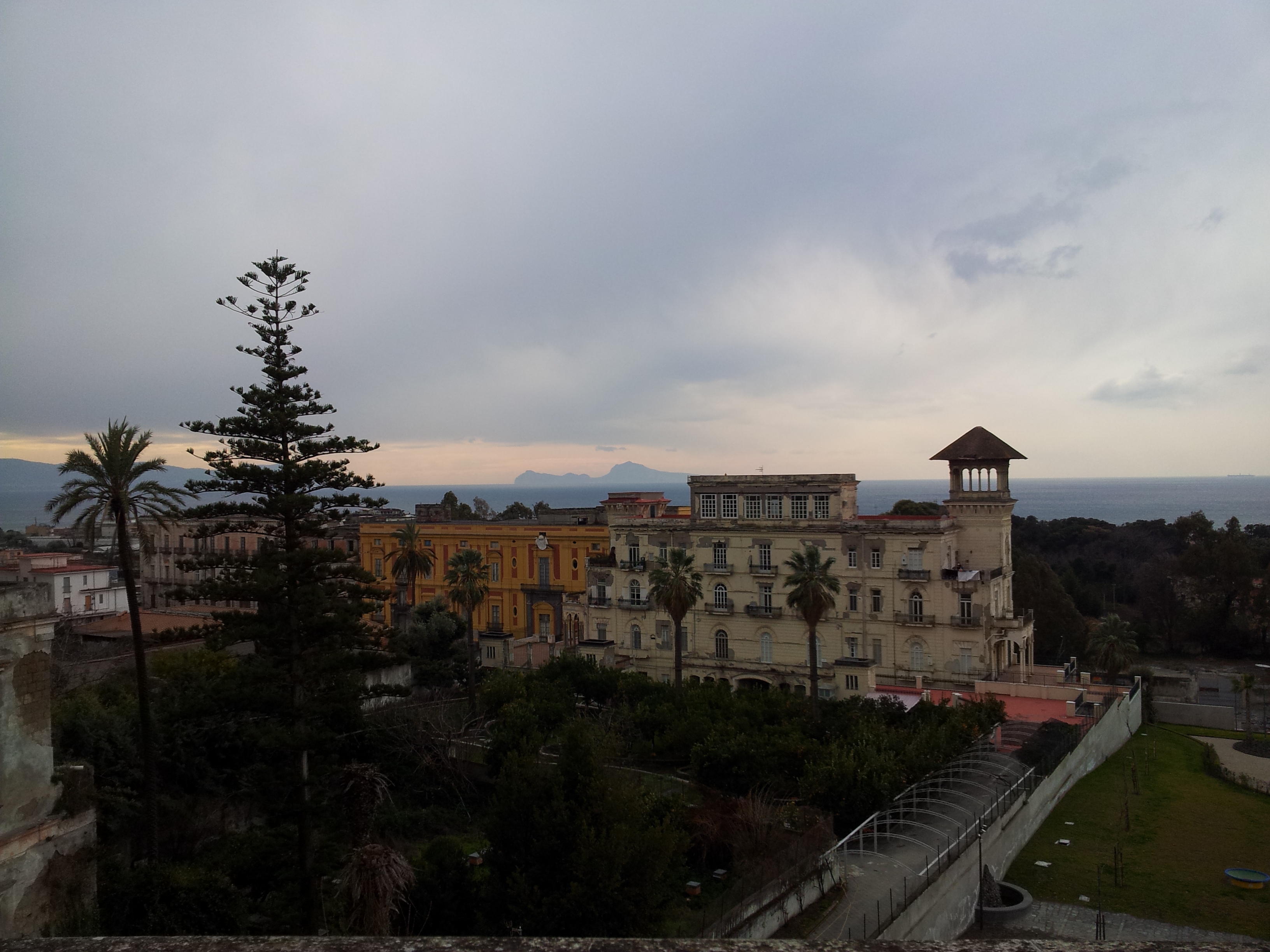
Villa Battista (rechts) und Villa Favorita (links, mit Park) von der Villa Ruggiero in Ercolano aus

Die Villa Battista ist ein Landhaus im Jugendstil aus dem 19. Jahrhundert in Ercolano in der italienischen Region Kampanien. Es liegt im Gebiet der Miglio d’oro am Corso Resina, 326.

## Geschichte
Die Villa trägt den Namen von Onorato Battista, einem Apotheker, der bei der italienischen Ausstellung in London 1904 mit einer Goldmedaille für die Entwicklung des Energydrinks ausgezeichnet wurde.
Heute sind in dem Landhaus Appartements, Büros und ein Bed & Breakfast untergebracht. 2023 wurde in der Residenz eines der Ausbildungszentren der Università popolare cattolica (UNIPOC) eingerichtet.

## Beschreibung
Die Villa Battista gehört zu den Villen am Vesuv an der Miglio d’oro. Ihr Baustil vereinigt Elemente des Rokoko mit denen des Jugendstils.
Das Landhaus liegt neben der Villa Favorita und in der Nähe der Villa Campolieto und der Villa Ruggiero.